# Пробуждение
«Пробуждение» (укр. Пробудження) — сьомий студійний альбом гурту Flëur, випущений 2012 року лейблом Cardiowave у форматі CD (у варіантах діджипак і deluxe edition). «Пробуждение» став першим в історії Flëur альбомом, виданим на вініловій платівці.
До складу альбому увійшли пісні, які виконувалися впродовж осіннього концертного туру гурту, дві нових пісні та дві пісні зі старого репертуару. Запис альбому відбувався на студії «Веселий вітер» в Одесі. Альбом «Пробуждение» став першим для Flёur, у створенні якого могли брати активну участь прихильники музикантів, як за допомогою грошових пожертв, так і залучившись до визначення трек-ліста.

## Список композицій

### Звичайна версія
| #   | Назва                    | Автор                 | Тривалість |
| --- | ------------------------ | --------------------- | ---------- |
| 1.  | «Интро»                  | Elektroklew           | 0:47       |
| 2.  | «Живое»                  | Ольга Пулатова        | 4:04       |
| 3.  | «Тридцать семь»          | Олена Войнаровська    | 4:59       |
| 4.  | «Шиповник»               | Ольга Пулатова        | 4:59       |
| 5.  | «Это будет моим ответом» | Олена Войнаровська    | 3:52       |
| 6.  | «Великое ничто»          | Ольга Пулатова        | 6:08       |
| 7.  | «Спасти»                 | Олена Войнаровська    | 3:16       |
| 8.  | «Вальсаутро»             | Катерина Котельнікова | 2:00       |
| 9.  | «Дикое сердце»           | Ольга Пулатова        | 3:39       |
| 10. | «Маятник вечности»       | Олена Войнаровська    | 6:47       |
| 11. | «Проповедники»           | Ольга Пулатова        | 6:42       |
| 12. | «Оборвалось»             | Олена Войнаровська    | 3:58       |
| 13. | «Мир потерянных вещей»   | Ольга Пулатова        | 4:40       |
| 14. | «Спасибо»                | Олена Войнаровська    | 5:11       |

### Deluxe Edition
| #   | Назва                    | Тривалість |
| --- | ------------------------ | ---------- |
| 1.  | «Интро»                  | 0:47       |
| 2.  | «Живое»                  | 4:04       |
| 3.  | «Тридцать семь»          | 4:59       |
| 4.  | «Шиповник»               | 4:59       |
| 5.  | «Это будет моим ответом» | 3:52       |
| 6.  | «Великое ничто»          | 6:08       |
| 7.  | «Спасти»                 | 3:16       |
| 8.  | «Вальсаутро»             | 2:00       |
| 9.  | «Vakna 1»                | 1:36       |
| 10. | «Дикое сердце»           | 3:39       |
| 11. | «Маятник вечности»       | 6:47       |
| 12. | «Проповедники»           | 6:42       |
| 13. | «Оборвалось»             | 3:58       |
| 14. | «Vakna 2»                | 3:08       |
| 15. | «Мир потерянных вещей»   | 4:40       |
| 16. | «Спасибо»                | 5:11       |

### Вініл
| Сторона А | Сторона А                | Сторона А  |
| #         | Назва                    | Тривалість |
| --------- | ------------------------ | ---------- |
| 1.        | «Интро»                  | 0:47       |
| 2.        | «Живое»                  | 4:04       |
| 3.        | «Тридцать семь»          | 4:59       |
| 4.        | «Шиповник»               | 4:59       |
| 5.        | «Это будет моим ответом» | 3:52       |
| 6.        | «Великое ничто»          | 6:08       |
| 7.        | «Спасти»                 | 3:16       |
| 8.        | «Вальсаутро»             | 2:00       |

| Сторона В | Сторона В              | Сторона В  |
| #         | Назва                  | Тривалість |
| --------- | ---------------------- | ---------- |
| 1.        | «Дикое сердце»         | 3:39       |
| 2.        | «Маятник вечности»     | 6:47       |
| 3.        | «Проповедники»         | 6:42       |
| 4.        | «Оборвалось»           | 3:58       |
| 5.        | «Мир потерянных вещей» | 4:40       |
| 6.        | «Спасибо»              | 5:11       |

## Учасники запису

### Музиканти зі складу гурту
- Ольга Пулатова — вокал (2, 4, 6, 9, 11, 13), фортепіано, синтезатор
- Олена Войнаровська — вокал (3, 5, 7, 10, 12, 14), гітара
- Катерина Котєльнікова — синтезатор, фортепіано, бек-вокал
- Анастасія Кузьміна — скрипка, ерху
- Олексій Ткачевський — барабан, перкусія
- Євген Чеботаренко — бас-гітара, гітари
- Людмила Карецька — віолончель

### Запрошені музиканти
- Олег Митрофанов — гітари
- Борис Шестопал — гобой
- Анастасія Звеліндовська — флейта
- Олексій Козміді — гітари, звуки берлінського метро
- Олексій Нагорних — програмування
- Маша Коваленко, Олексій Вержбицький, Даша Войнаровська — дитячий хор

### Аранжування
- Катерина Котельнікова
- Олена Войнаровська
- Ольга Пулатова
- Олексій Ткачевський
- Анастасія Кузьміна
- Євген Чеботаренко
- Дмитро Вєков
- Олексій Нагорних
- Олег Митрофанов

### Інші
- Олексій Нагорних — запис, редакція, зведення, мастеринг
- Ілля Галушко — запис вокалу
- Сергій Ломановський — мастеринг
- Владислав Міцовський — дизайн, менеджмент, продюсування
- Дмитро Вєков — менеджмент, продюсування
- Руслан Царь — фото

## Ротація
У ротацію на радіостанціях потрапили такі пісні з альбому:
- Оборвалось[5]
- Проповедники[6]

## Додаткова інформація
- Пісня «Оборвалось» присвячена пам'яті Анни Яблонської, яка загинула під час теракту в Домодєдово 24 січня 2011 і була другом Олени Войнаровської[7]
- Пісня «Спасибо» була написана як подяка глядачам за розуміння, любов і підтримку творчості музикантів[8]